# Kitchen Kabaret
Pour les articles homonymes, voir Kitchen.

Kitchen Kabaret est une ancienne attraction du pavillon The Land à Epcot en Floride, présentée par Kraft. C'était un spectacle musical avec des personnages audio-animatronics.
Elle fut remplacée par Food Rocks présenté par Nestlé lors du changement de partenaire du pavillon en 1994. Les deux attractions partageaient un thème assez proche. Kitchen Kabaret était orientée sur les quatre groupes d'aliments tandis que Food Rocks présentait la pyramide de la nutrition.

## Synopsis
Le spectacle était une parodie d'un concert. Les personnages audio-animatronics avaient la forme d'aliments, mais avec un comportement humain. La musique était basée sur des chansons populaires de groupes connus. Les paroles des chansons avaient été modifiés pour prendre le thème de la nutrition. Un exemple est Veggie Veggie Fruit Fruit.

## L'attraction

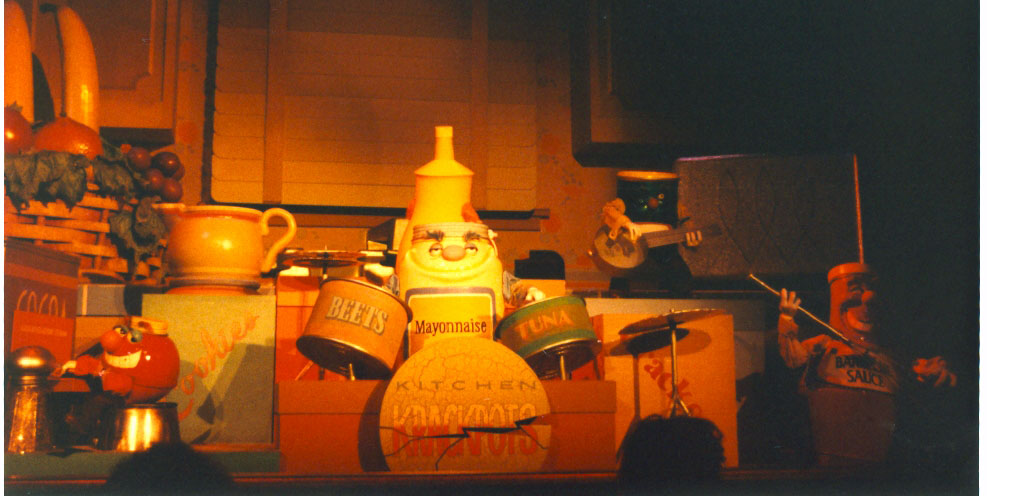
Une partie du groupe d'aliments

- Ouverture : 1er octobre 1982[1]
- Fermeture : 3 janvier 1994[1]
- Musique : Buddy Baker[2]
- Durée : 15 min
- Partenaire : Kraft
- Type d'attraction : théâtre assis
- Situation : 28° 22′ 25″ N, 81° 33′ 08″ O
- Attractions suivantes :
  - Food Rocks 26 mars 1994 - 3 janvier 2004
  - entrée de Soarin' à partir de 2005